# Флаг Шатровского района
Флаг муниципального образования Шатровский район Курганской области Российской Федерации — опознавательно-правовой знак, служащий официальным символом муниципального образования.
Флаг утверждён решением Шатровской районной Думы от 13 февраля 2013 года № 271 и внесён в Государственный геральдический регистр Российской Федерации с присвоением регистрационного номера 8337.

## Описание
Прямоугольное полотнище зеленого цвета с отношением ширины к длине 2:3, верхние углы которого от середины боковых краев до середины верхнего края вогнутой линией и имеют белый цвет. В середине полотнища и в верхних углах изображены зеленым, желтым, белым и голубым цветом фигуры из герба Шатровского района.

## Обоснование символики
Флаг языком символов и аллегорий отражает природные, исторические и культурные особенности Шатровского района: 
- зелёное поле в виде куполообразного шатра, гласный символ названия района;
- серебряная глава — символ расположения Шатровского района на севере Курганской области;
- золотой сноп — символ высокоразвитого сельского хозяйств района, специализирующегося на выращивании зерновых культур. Курганская область — житница России, лидер в Уральском Федеральном округе в производстве натуральных продуктов питания;
- серебряная шестерня — символ механизации труда тружеников полей, развитого промышленного потенциала района.
- ветки сосны с шишкой — символ богатства района хвойными лесами, а также развитой лесоперерабатывающей промышленности;
- вьющаяся лазоревая лента символизирует реки и озера Шатровского района, крупнейшими из которых являются река Исеть, озеро Пустынное.

Зеленый цвет символизирует весну, здоровье, природу, молодость и надежду. 
Серебро — символ чистоты, открытости, божественной мудрости, примирения. 
Золото — символ высшей ценности, величия, богатства, урожая. 
Лазурь — символ возвышенных устремлений, искренности, преданности, возрождения